# Thủy điện Ayun Trung
Thủy điện Ayun Trung là thủy điện xây dựng trên dòng sông A Yun trên vùng đất xã Đê Ar huyện Mang Yang tỉnh Gia Lai, Việt Nam .
Thủy điện Ayun Trung có công suất lắp máy 16,5 MW với 3 tổ máy, sản lượng hàng năm hơn 48 triệu KWh, khởi công năm 2015, hoàn thành tháng 11/2018.

## Chỉ dẫn
1. ↑  Theo Bản đồ 1:50.000 sông có các tên từ thượng nguồn xuôi dòng là Đăk Ayun, Ia A Yun, Ea Yun và đến huyện A Yun Pa có tên sông Ba A Yun, rồi tại đó đổ vào ia Ba.